# Johann Stobäus
Johann Stobäus, w Polsce znany jako Jan Stobeusz (ur. 6 lipca 1580 w Grudziądzu, zm. 11 września 1646 w Królewcu) – niemiecki kompozytor okresu baroku.

## Życiorys
Syn ławnika i – zapewne – muzyka Jakuba Stobbe i Agnieszki z d. Kownackiej. W Grudziądzu rozpoczął naukę szkolną i opanował podstawy gry na flecie, harfie, lutni i organach. Od 1595 uczęszczał do katedralnej szkoły łacińskiej w Królewcu, 1600 rozpoczął studia na Albertynie i śpiewał w chórze kościelnym. Od 1599 do 1608 był uczniem Johannesa Eccarda, kapelmistrza miejskiego. 1601 został basistą w kapeli elektorskiej, a 1602 kantorem katedralnym. Od 1626 był kapelmistrzem dworskim elektora Jerzego Wilhelma i obywatelem Knipawy, nadal jednak podkreślając pochodzenie grudziądzkie. Do jego uczniów należeli Georg Weissel i Heinrich Albert, wraz z nimi bliskie więzy łączyły go z Simonem Dachem i jego kręgiem poetycko-towarzyskim.
Często komponował wspólnie z Eccardem i opublikował 2 części jego Preussische Festlieder (1642, 1644). Opracował też 2 serie motetów. Utrzymywał kontakty z kapelą dworu królewskiego w Warszawie i jej kapelmistrzem Marco Scacchim. W jego dorobku znajdują się kompozycje wokalne w języku łacińskim, niemieckim i polskim.
Trzykrotnie wstępował w związki małżeńskie i miał pięcioro dzieci, spośród których ojca przeżył jedynie syn. Mowę pogrzebową ku jego czci, zawierającą szereg szczegółów biograficznych, wygłosił i wydał drukiem Valentin Thilo (Młodszy). Simon Dach opublikował okolicznościową poezję.
W Polsce jego nazwisko występuje przede wszystkim jako Jan Stobeusz, ale również jako Jan Stobbe, Jan Stobaeus, Jan Stobeus, Jan Stoba. W Grudziądzu na Os. Kawalerii Polskiej znajduje się ulica jego imienia (ul. Jana Stobeusza).
Jan Stobeusz znał i używał trzech języków: polskiego, niemieckiego i łacińskiego. Również jego dzieła skomponowane zostały do tekstów łacińskich, niemieckich lub polskich. Przykładem dzieł z tekstem polskim polskich mogą być muzyczne opracowania niektórych psalmów w poetyckim przekładzie Jana Kochanowskiego. Psalm 128 z muzyką Stobeusza zawiera nawet autorską dedykację: Psalm Dawida Króla, Aktu weselnemu służący, Ku, Zacnie urodzonemu domowstwu Je’ Mści, Pana Gabriela Swiebody, Obywatela miasta Nieświża, oblubiencowi, y jej Mści Pannie, Halszce Mellerownie, corce sławney pamięci, Je’ Mści Pana, Heinrika, Kupaca sławnego y obywatela Wilenskiego, oblubienicy, Przy ofiarowaniu zyczlywości moiey, na pięć głosow złożony y do druku podany, Przez mię, Jana Stobaeusza z Grudziądza.

## Dzieła
- Cantiones Sacrae 5-10. v. item Magnificat, Frankfurt/Oder 1624
- Geistliche Lieder auf gewöhnliche Preußische Kirchenmelodien, Danzig 1634
- Erster und Ander Theil der Preußischen Fest-Lieder, 5-8st. (nieukończone), Elbing 1642, Königsberg 1644